# MSC Cruises
MSC Cruises — міжнародна круїзна компанія, яка була заснована в Італії, зареєстрована у Швейцарії і має штаб-квартиру в Женеві. Це четверта з найбільших у світі круїзна компанія. У ній працює 16 300 людей по всьому світу. Компанія має філії у 45 країнах. MSC Cruises є частиною холдингу Mediterranean Shipping Company, другого за величиною у світі оператора контейнерних перевезень.

## Історія
Компанію заснував Ахіл Лауро у 1960 році в Неаполі під назвою Lauro Lines. У її власності було два судна: «Angelina Lauro» та «MS Achille Lauro». У 1979 «Angelina Lauro» згоріла у порту острова Сент-Томас. У 1985 році «MS Achille Lauro» біля узбережжя Єгипту захопили палестинські терористи. Один заручник був убитий. Згодом терористи здалися єгипетській владі.
У 1989 році компанію придбав холдингу «Mediterranean Shipping Company» і перейменував її у «StarLauro Cruises». У 1994 році біля берегів Сомалі загорівся та потонув «MS Achille Lauro». Наступного року компанію знову перейменували на «MSC Cruises».

## Судна

### клас Lirica
| Судно        | Збудоване | Будівельник                          | Експлуатація  | Тоннаж   | Країна реєстрації | Примітки                                                      | Зображення |
| ------------ | --------- | ------------------------------------ | ------------- | -------- | ----------------- | ------------------------------------------------------------- | ---------- |
| MSC Armonia  | 2001      | Chantiers de l'Atlantique(Сен-Назер) | травень 2004  | 65,542 т | Панама            | раніше називався «European Vision», належав Festival Cruises. |            |
| MSC Sinfonia | 2002      | Chantiers de l'Atlantique(Сен-Назер) | березень 2005 | 65,542 т | Панама            | Раніше називався «European Stars», належав Festival Cruises.  |            |
| MSC Lirica   | 2003      | Chantiers de l'Atlantique(Сен-Назер) | березень 2003 | 65,591 т | Панама            |                                                               |            |
| MSC Opera    | 2004      | Chantiers de l'Atlantique(Сен-Назер) | березень 2004 | 65,591 т | Панама            |                                                               |            |

### клас Musica
| Судно         | Збудоване | Будівельник                      | Експлуатація  | Тоннаж   | Країна реєстрації | Примітки | Зображення |
| ------------- | --------- | -------------------------------- | ------------- | -------- | ----------------- | -------- | ---------- |
| MSC Musica    | 2006      | Aker Yards(Сен-Назер)            | липень 2006   | 92,409 т | Панама            |          |            |
| MSC Orchestra | 2007      | Aker Yards(Сен-Назер)            | травень 2007  | 92,409 т | Панама            |          |            |
| MSC Poesia    | 2008      | Aker Yards/STX Europe(Сен-Назер) | жовтень 2008  | 92,627 т | Панама            |          |            |
| MSC Magnifica | 2010      | STX Europe(Сен-Назер)            | березень 2010 | 95,128 т | Панама            |          |            |

### клас Fantasia
| Судно         | Збудоване | Будівельник                      | Експлуатація  | Тоннаж    | Країна реєстрації | Примітки | Зображення |
| ------------- | --------- | -------------------------------- | ------------- | --------- | ----------------- | -------- | ---------- |
| MSC Fantasia  | 2008      | Aker Yards/STX Europe(Сен-Назер) | грудень 2008  | 137,936 т | Панама            |          |            |
| MSC Splendida | 2009      | Aker Yards/STX Europe(Сен-Назер) | липень 2009   | 137,936 т | Панама            |          |            |
| MSC Divina    | 2012      | STX Europe(Сен-Назер)            | червень 2012  | 139,400 т | Панама            |          |            |
| MSC Preziosa  | 2013      | STX Europe(Сен-Назер)            | березень 2013 | 139,400 т | Панама            |          |            |

### класMeraviglia
| Судно          | Збудоване | Будівельник           | Експлуатація | Тоннаж    | Країна реєстрації | Примітки | Зображення |
| -------------- | --------- | --------------------- | ------------ | --------- | ----------------- | -------- | ---------- |
| MSC Meraviglia | 2017      | STX Europe(Сен-Назер) | травень 2017 | 171,598 т | Мальта            | [ 1 ]    |            |

### класSeaside
| Судно       | Збудоване | Будівельник | Експлуатація  | Тоннаж    | Країна реєстрації | Примітки | Зображення |
| ----------- | --------- | ----------- | ------------- | --------- | ----------------- | -------- | ---------- |
| MSC Seaside | 2017      | Fincantieri | листопад 2017 | 153,516 т | Мальта            |          |            |

### Судна, що будуються
| Судно                     | Запланована здача | Будівельник            | Тоннаж       | Примітки                                       |
| ------------------------- | ----------------- | ---------------------- | ------------ | ---------------------------------------------- |
| MSC Seaview               | червень 2018      | Fincantieri            | 154,000 т \| |                                                |
| MSC Bellissima            | березень 2019     | STX Europe (Сен-Назер) | 167,600 т    | Meraviglia Class Keel laid on 15 November 2017 |
| MSC Grandiosa             | листопад 2019     | STX Europe (Сен-Назер) | 181,000 т    | construction started on 15 November 2017       |
| проект Meraviglia Plus II | вересень 2020     | STX Europe (Сен-Назер) | 181,000 т    | [ 2 ] [ 3 ]                                    |
| проект Seaside Evo        | травень 2021      | Fincantieri            | 169,380 т    | [ 4 ]                                          |
| World-class               | 2022              | STX France Cruise SA   | 200,000 т    | [ 5 ]                                          |
| проект Seaside Evo II     | 2023              | Fincantieri            | 169,380 т    | [ 4 ]                                          |
| World-class               | 2024              | STX France Cruise SA   | 200,000 tons | [ 5 ]                                          |
| World-class               | 2025              | STX France Cruise SA   | 200,000 т\|  |                                                |
| World-class               | 2026              | STX France Cruise SA   | 200,000 т    | [ 5 ]                                          |

### Колишні судна
| Судно          | Збудоване | Будівельник                       | Експлуатація | Тоннаж   | Зображення |
| -------------- | --------- | --------------------------------- | ------------ | -------- | ---------- |
| MS Symphony    | 1951      | Swan Hunter and Wigham Richardson | 1994-2000    | 16,000 т |            |
| MS Monterey    | 1952      | Bethlehem Shipbuilding Corp.      | 1994-2006    | 20,000 т |            |
| Rhapsody       | 1977      | Burmeister & Wain                 | 1995-2009    | 17,095 т |            |
| MSC Melody     | 1982      | CNIM (Ла-Сейн-сюр-Мер)            | 1997-2013    | 35,143 т |            |
| Angelina Lauro | 1938      | Koninklijke Maatschappi           | N/A-1979     | 24,377 т |            |
| Achille Lauro  | 1947      | Koninklijke Maatschappi           | N/A-1994     | 23,629 т |            |